# Xiamen-Universität

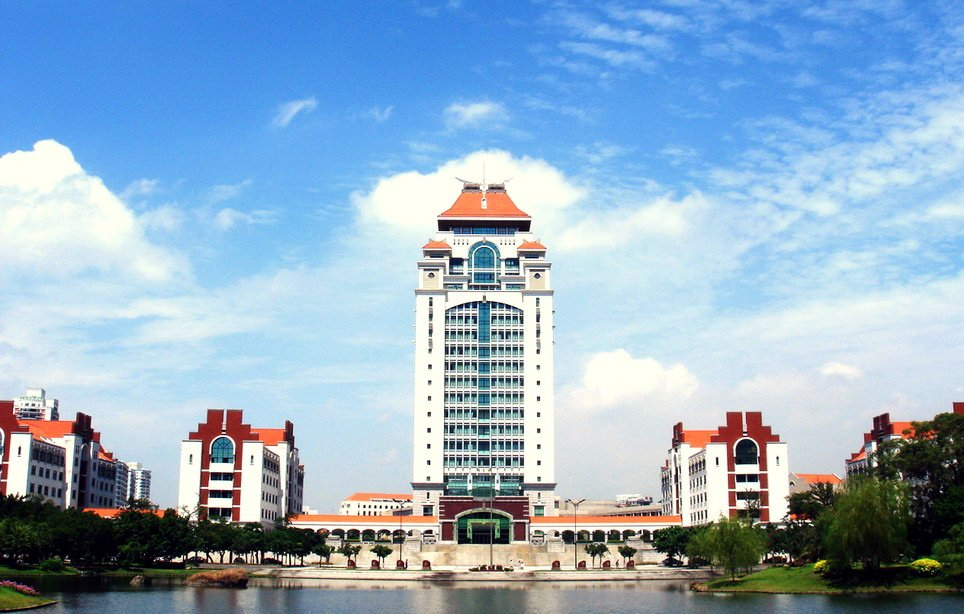
Campus der Xiamen-Universität

Die Xiamen-Universität (englisch Xiamen University, lateinisch Universitas Amoiensis, chinesisch 厦门大学, Pinyin Xiàmén Dàxué) ist eine 1915 durch Tan Kah Kee gegründete, heute staatliche Universität in der Volksrepublik China. Sie hat ihren Sitz in der Stadt Xiamen der Provinz Fujian.
Die Universität gehört zu den Universitäten des Projektes 211 und hatte 2005 über 30.000 Studenten und über 3.000 wissenschaftliche Angestellte.

## Bekannte Alumni
- Chen Jingrun (1933–1996), Mathematiker
- Zeng Chengkui, Biologe
- Zhang Gaoli, Vizepremierminister und Mitglied des ständigen Ausschusses des Politbüros der KPCh